# Головы
«Головы» — канадский телефильм режиссёра Пола Шапирo. Триллер с чёрным юмором.

## Сюжет
В провинциальном городке происходит серия убийств с отрезанием голов. Корректор местной газеты по заданию редактора начинает расследование в ходе которого выясняет, что главным подозреваемым во всех убийствах является дочь редактора, в которую он влюбляется.

## В ролях
- Джон Крайер — Гай Франклин
- Дженнифер Тилли — Тина Эббот
- Нэнси Дрэйк — Роза
- Эдвард Аснер — Эб Эббот
- Дорин Браунстоун — Минни Бэйкер
- Уэйн Робсон — Бенни, шеф полиции
- Шарлин Фернец — Бетти Джo

## Награды и номинации
Фильм был номинирован на премию «Джемини» в 1995 году в нескольких категориях и победил в категории «Лучший звук».